# Хомора
Хомо́ра (укр. Хомора) — река в Хмельницкой и Житомирской областях Украины. Берёт начало в селе Кузьминцы Хмельницкой области и впадает в реку Случь. На Хоморе расположены город Полонное, п.г.т. Грицев, Понинка, Першотравенск, ряд сёл. На реке ряд прудов, промышленное рыболовство (рыбхоз в селе Великая Березна), Гамарнянское водохранилище, которое снабжает водой Полонное и Понинку. На реке стоит город Полонное, в летописях времён Киевской Руси известный как «град Полонный в лузе Хоморском».

## Природоохранные территории
- К востоку от центральной усадьбы села Лищаны Шепетовского района лежит гидрологический заказник местного значения «Хоморские поймы» общей площадью 211,2 га.
- Геологический памятник природы местного значения «Хоморские граниты», расположенный в самом центре п.г.т. Грицев.
- В месте впадения реки Скриповка в Хомору и в пойме Хоморы юго-западнее села Великая Березна размещён орнитологический заказник местного значения «Великоберезнянский» площадью 500 га.
- В городе Полонном в районе железнодорожного моста прямо на реке находится геологический памятник природы местного значения — кордиерито-гранатовые граниты.
- Ниже по течению, в пределах пгт Понинка расположена «Завадская гора», комплексный памятник природы местного значения.
- На правом берегу Хоморы размещены Новоселицкий парк и Полонский парк: оба — памятники садово-паркового искусства государственного значения.
- По левому притоку Хоморы, реки Дружной, находится региональный ландшафтный парк «Малёванка».

## Туристическое Похоморье
Пешеходный или водный маршрут обычно начинают в Грицеве, далее вниз по течению реки до Лабунь, бывшего городка с богатой историей и окрестностями, словно созданными для биваков. Затем через Великую Березну до Новоселицы, где река проходит через Новоселицкий парк, памятник природы государственного значения. Завершить поход лучше всего в Полонском парке вблизи автостанции или возле костёла Святой Анны в старой части города. При желании маршрут водного путешествия можно продолжить через Понинку до места впадения Хоморы в Случь, вблизи Першотравенска на Житомирщине.

## История
Во времена казацкой державы Богдана Хмельницкого Похоморье стало ареной кровопролитных битв между украинцами и поляками за владычество в междуречье Горыни и Случи. Упоминается в повести Николая Гоголя «Тарас Бульба».
Летом 1919 года на реке были бои между армией УНР и Красной армией, в результате которых украинские соединения заняли сёла Лабунь и Полонное.

## Гидрология
Длина реки — 110 км, площадь водосборного бассейна — 1465 км². Ширина русла в верховьях — 5—8 м, в нижнем течении — 20—25 м.
Основные притоки: Дружная, Скриповка.